# Petőrét
Petőrét (Peteritea), falu Romániában, a Partiumban, Máramaros megyében.

## Fekvése
A Lápos folyó közelében, Haragosalja és Drágavilma közt, a dánpataki hegység aljában, attól északra egy völgyben, a községről elnevezett kis patakocska folyik keresztül rajta, mely a falutól északra, a határát érintő Lápos vizébe ömlik balról.

## Nevének eredete
Neve a Péter és Pető személynévnek romános kiejtése. Popradosmező virágos rétnek felel meg.

## Története
Petőrét nevét 1467-ben említette először oklevél Paprathmezeu néven.
1579-ben Podradosmező, Peterite, 1586-ban Peterithely, 1615-ben Peterit, 1646-ban Peterffalua, 1624-ben Petterie, 1630-ban Peteritz, 1863ban Peteritye néven írták.
1890-ben nevét a Belügyminiszter 25093. számú rendelete értelmében Petőrét-re változtatták Petyeritye helyett.
Petőrét alapítója egy Péter (Rácz) nevű lett volna, azt állítják, előbb Péter rétje néven állott fenn s ebből lett többféle változás után Petyeritye.
Popradmező, más néven Petőrét Csicsóvár tartozéka volt s mivel csak 1467-ben fordult elő először, valószínű, hogy 1405–1467 között keletkezett és a Bánffyak birtoka volt. 1467-ben Bánffy László és Bánffy Dezső fiai: ifj. László és Zsigmond a király ellen fellázadtak, Mátyás király hűtlenség címén elvette tőlük és Szerdahelyi Kis Jánosnak és testvérének Mihálynak adományozta.
1576-ban Báthory Kristóf fejedelem Kolozsváron kiadott oklevelében Petőrétet oláhláposi Páska Filep dragusfalvi vajdának adományozta, 1579-ben azonban Páska Tamás Dragosfalvi Páska Filep vajda fia Podradosmezőt, újabb néven Peteritét, melyet apja Filep még Báthory Kristóftól nyert örökös joggal, Ungurfalvi Buda Kozmának adta el az adománylevéllel együtt.
1602-ben Petőrét birtokosa Kamuthy Farkas volt.
1607-ben már Rákóczi birtok, melyet Rákóczi Zsigmond Allya Farkasnak, küküllőmegyei főispánnak és nejének Bánffy Margitnak adományozott a Rákócziak részére átengedett több birtokaiért.
1619-ben augusztus 1-jén egy "Fejérvárt" kelt adománylevél szerint a falut Bethlen Gábor Zomordi Gáspár János nevű komornyikjának ajándékozta. 1624-ben Gyalakuti Gáspár János, aki ekkor már a fejedelem főudvarmestere, Marosszék kapitánya volt, e fejedelemtől adományba kapott birtokát Kun Istvánnak és nejének Erdélyi Erzsébetnek eladta.
1630-ban Brandenburgi Katalin Kun István e birtokát Szamosújvárhoz csatoltatta, 1650-ben Petőrétet, mint a szamosujvári uradalom részére lefoglalt birtokot említették.
1659-ben Barcsay Ákos e birtokot Dési Kozárváry Literáti Szőcs Ferencznek, másképp Ferencz deáknak adományozta, 1699-ben pedig Ferencz deák özvegye: Szatmári Erzsébet birtoka volt, és később pedig ezek örököseié lett.

## Nevezetességek
- Görög keleti temploma - 1778 körül fából épült a község nyugati részén, az őrangyalok tiszteletére szenteltetett föl. Két harangja van, egyiken a szűz Mária fiát ölében tartja; a másik szláv betüs feliratu.